# Britax
Britax is een Brits historisch merk van lichte motorfietsen.
De bedrijfsnaam was: Britax (London) Ltd., London.
Britax was een accessoirefabriek, die o.a. voetrusten en handgrepen voor fietsen en motorfietsen produceerde. In 1949 ging het bedrijf de 48cc-Ducati Cucciolo-clip-on motor verkopen, alleen in het Verenigd Koninkrijk omdat Ducati deze motor in de rest van Europa verkocht. In 1952 volgde een nieuwe clip-on motor, de 18cc-Lohmann. Daarmee had het merk twee afwijkende clip-on motoren in haar programma: de Cucciolo was een kopklepmotor, de Lohmann een dieselmotor, terwijl de gebruikelijke hulpmotoren voor fietsen bijna allemaal tweetaktmotortjes waren. De Lohmann-diesel verdween echter al na een jaar uit de Britax-catalogus.
In 1953 presenteerde Britax voor het eerst een complete motorfiets, met een verstevigd Royal Enfield frame en het Cucciolo-blokje als aandrijving. In 1955 verschenen twee nieuwe modellen, een scooter en een racemotor, de "Hurricane", met een volledige druppelstroomlijn. De modellen werden geen succes: de meeste scooters kwamen uit Italië en de Britse 50cc-raceklasse - voor zover ze al bestond - was in handen van Itom.
In 1956 concentreerde het bedrijf zich weer uitstluitend op de productie van accessoires, maar het nam een tijdlang de Cyclemaster-hulpmotor in haar catalogus op.
Britax nam in 1964 Excelsior (inmiddels gevestigd in Birmingham) over. Het had toen zelf al jaren geen motorfietsen meer geproduceerd. Excelsior ging vanaf dat moment Britax-Excelsior heten.
Van 1979 tot 1985 kwam de naam Britax terug op een 50cc-vouwscootertje dat de naam "Kari-Bike" kreeg.